# Klára Spilková
Klára Davidson Spilková (* 15. prosince 1994 v Praze) je česká profesionální golfistka.
Při změně statusu z amatérského na profesionálního hráče měla kladný handicap +4. Členkou České profesionální golfové asociace PGAC je od 1. ledna 2010. Po Zuzaně Mašínové jde o druhou českou profesionální hráčku, která hraje nejvyšší evropskou ženskou soutěž Ladies European Tour (LET). Do profesionálního golfu vstupovala v šestnácti letech jako nejmladší hráčka v historii LET.
Dvakrát reprezentovala Českou republiku na olympijských hrách. Poprvé v roce 2016 na olympiádě v Rio de Janeiru, kde v turnaji golfistek obsadila celkové 48. místo. Podruhé v roce 2021 na olympiádě v Tokiu, kde si polepšila a v turnaji golfistek obsadila dělené 23. místo. Od roku 2019 je hráčkou nejvyššího světového okruhu Ladies PGA Tour.

## Kariéra

### Rok 2019
LPGA
- Indy Women – 47. místo
- Hugel Air – 48. místo
- Lotte Championship – 32. místo

European Tour
- Andalucia Open de Espana – 16. místo

### Rok 2018
- Actewal Canberra Classic – 12. místo
- Lalla Meryem Cup – 2. místo

### Rok 2017
- Lalla Meryem Cup – vítěz
- Ladies Open de France – 9. místo
- Hero Womens Indian OPen – 6. místo

### Rok 2016
- Buick Championship – 17. místo
- Dubai Ladies Masters – 14. místo

### Rok 2015
- Ladies Scottish Open – 4. místo
- Helsingborg Open – 12. místo
- Ladies Open de France – 7. místo
- Hero Womens Indiana Open – 12. místo

### Rok 2014
- Omega Dubai Ladies Masters – 10. místo
- Allianz Ladies Slovak Open – 5. místo
- Turkish Ladies Open – 6. místo[4]
- Ladies German Open presented by Marriott – 9. místo

### Rok 2013
- Ladies Scottish Open – 12. místo
- Ladies European Masters Anglie – 6. místo
- Turkish Ladies Open – 17. místo
- Ladies Slovak Open – 7. místo
- Lalla Meryem Cup Maroko – 8. místo.
- World Ladies Championship Čína – 40. místo

### Rok 2012
- World Ladies Championship – 42. místo
- Lalla Meryem Cup – 25. místo
- Unicredit Ladies German Open – 22. místo
- Allianz Ladies Slovak Open – 20. místo

### Rok 2011
- Lalla Meryem Cup – 7. místo
- La Nivelle Ladies Open (LETAS) – 3. místo
- Turkish Airlines Ladies Open – 11. místo
- UNIQA Ladies Golf Open – 17. místo
- Raiffeisen Bank Prague Masters – 9. místo
- sexy holka 2012 3. místo

### Amatérský golf
- Členka evropského týmu Junior Ryder Cupu 2010
- Členka evropského týmu Junior Solheim Cupu 2009
- Golfistka roku 2009, 2010
- Členka reprezentačního týmu ČR 2007–2010

## Národní mistrovské tituly
- Mezinárodní mistrovství České republiky 2009, 2010
- Mistrovství České republiky na jamky 2009
- Mistrovství České republiky dorostenek 2007
- Vítězka European Young Masters 2009
- Mezinárodní mistrovství Rakouska 2010
- Vicemistryně na Mezinárodním mistrovství Rakouska 2009
- Dorostenecká mistryně Německa 2009, 2010
- Juniorská vicemistryně Francie 2009